# شانه‌موش گویا
شانه‌موش گویا (نام علمی: Ctenomys perrensi) نام یک گونه از سرده شانه‌موش است.